# Taka Michinoku
Pour les articles homonymes, voir Yoshida.
Takao Yoshida (吉田 貴男, Yoshida Takao) (né le 26 octobre 1973 à Morioka), est un catcheur (lutteur professionnel) japonais plus connu sous le nom de Taka Michinoku (TAKAみちのく). 
Michinoku est surtout connu pour son travail à la World Wrestling Federation (WWF) dans la deuxième moitié des années 1990.

## Carrière

### Début
Taka Michinoku en respect de son mentor The Great Sasuke prend le nom de Michinoku, car il est propriétaire de la Michinoku Pro Wrestling. Il débute aux États-Unis à la Extreme Championship Wrestling (ECW) dans un six-man tag team match à Barely Legal.

### World Wrestling Federation
Il fait ses débuts à la World Wrestling Federation (WWF) le 6 juillet 1997 au WWF pay-per-view de "Canadian Stampede." Le 7 décembre 1997, Michinoku bat Brian Christopher à D-Generation X: In Your House pour devenir le premier  WWF Light Heavyweight Champion reconnu par la WWF. Taka défend avec succès son titre à WrestleMania XIV face à Aguila. Après dix mois de règne, Michinoku perd face à Christian le 18 octobre 1998.
Taka entame une rivalité avec la faction Kai (composé de catcheurs japonais), mais après un match avec Val Venis en équipe il rejoint ses amis contre Venis. Dans la Kai En Tai, Taka et Shoichi Funaki, font équipe sous le nom de Kai En Tai. Taka catche face à Triple H pour le titre de WWF Championship le 10 avril 2000 à edition of Raw, mais Funaki et les Acolytes Protection Agency interfèrent dans le match. Pour la suite de son temps passé à la WWE, Taka devient un jobber.

### Japon
Après avoir quitté la WWF en 2002, Michinoku retourne au Japon pour se remettre d’une blessure. Il crée sa promotion, Kaientai Dojo (plus court K-DOJO) à Tokyo et catche souvent à la All Japan Pro Wrestling, où lui et les Taiyō Kea forment Roughly Obsess & Destroy. Il travaille actuellement à la NJPW ou il forme une équipe avec Taichi.
Lors du show du 4 septembre 2011 du K-Dojo, il gagne un match en tag team avec HIROKI contre KAZMA & Takizawa après que son partenaire exécute deux Shinning Wizard sur Takizawa et enchainant avec le tombé victorieux.

### Mexican Amigos
Pepe Michinoku (Taka Michinoku), El Nosawa Mendoza (Nosawa-Rongai), et Miguel Hayashi Jr (Kaz Hayashi) forment une équipe durant l’AJPW Champion’s Carnival sous le nom de Mexico Amigos. El Hijo del Araya Segundo (Nobutaka Araya) rejoint l’équipe après un Six-Man Action après une confrontation entre Mexico Amigos et Araya/Fuchi/Hirai en finale du Carnival’s show. Après plusieurs matchs face à Minoru Suzuki, Nosawa (NOSAWA Rongai) offre à Suzuki une invitation à rejoindre les Mexico Amigos, mais il décline l'invitation. Ils changent alors le nom en  Mexico Amigos Black et s’attaquent alors au groupe de Mazada, les  Samurai New Japan, Minoru Suzuki, et au Voodoo Murders.
Le 16 décembre 2007, au show de l’AJPW Fan Appreciation Day, The Mexico Amigos font équipe avec Ray Suzuki et battent Ryuji Hijikata, Kikutaro, T28 et Ryuji Yamaguchi.

### New Japan Pro Wrestling
Il fait ses débuts à la NJPW lors de Super J Cup ~1st STAGE~ où il perd contre Black Tiger lors du premier tour de la Super J Cup 1994.
Lors de Wrestling Dontaku, Taichi et lui battent Ryusuke Taguchi et Kushida. Lors de Best of the Super Jr XIX Nuit 1, il perd contre Alex Koslov. Lors de Best of the Super Jr XIX Nuit 2, il bat Brian Kendrick. Lors de Best of the Super Jr XIX nuit 4, il perd contre Low Ki. Lors de Best of the Super XIX nuit 6, il perd contre Tiger Mask. Lors de Best of the Super Jr XIX Nuit 7, il bat Jado. Lors de Best of the Super Jr XIX nuit 9, il bat Ryusuke Taguchi. Lors de Best of the Super Jr XIX nuit 10, il bat Daisuke Sasaki. Lors de Best of the Super Jr XIX nuit 11, il perd contre Hiromu Takahashi. Lors de Dominion 6.16, Taichi et lui perdent contre Tiger Mask IV et Jushin Thunder Liger et perdent leurs titres. Lors de Summer Night Fever, Minoru Suzuki, Lance Archer, Taichi et lui perdent contre Takao Omori, Manabu Soya, Hirooki Goto et Karl Anderson.
Lors de Best Of The Super Junior XX - Tag 1, il bat Tiger Mask dans un match du block A pour le Best Of The Super Junior XX. Lors de Best Of The Super Junior XX - Tag 3, il perd contre BUSHI dans un match du Block B pour le Best Of The Super Junior XX. Lors du Best Of The Super Junior XX - Tag 4, il bat Brian Kendrick dans un match du Block A pour le Best Of The Super Junior XX.
Le 5 septembre 2018 lors du premier jour de NJPW Road to Destruction, il perd avec Minoru Suzuki, El Desperado & Yoshinobu Kanemaru contre Tetsuya Naitō, BUSHI, EVIL & SANADA.

### Just 5 Guys (2023-...)
Le 5 janvier 2023, il décide avec Yoshinobu Kanemaru, Taichi et Douki de former un nouveau clan du nom de Just 4 Guys,.

### All Japan Pro Wrestling
Lors de New Year Shinning Series 2013 New Year Days 2 - Tag 2, il perd contre Hiroshi Yamato dans un Junior Heavyweight Battle Royal Match qui comprenait également Andy Wu, Kaz Hayashi, Koji Kanemoto, Masanobu Fuchi, MAZADA, Shuji Kondo et SUSHI.

## Palmarès

### En arts martiaux mixtes
| Résultat | Record | Adversaire         | Méthode    | Événement          | Date          | Round | Temps | Lieu  | Notes |
| -------- | ------ | ------------------ | ---------- | ------------------ | ------------- | ----- | ----- | ----- | ----- |
| Défaite  | 0-1    | Keiichiro Yamamiya | Soumission | Pancrase - Alive 4 | 27 avril 1997 | 1     | 7:36  | Tokyo |       |

### En catch
- All Japan Pro Wrestling
  - 1 fois AJPW All Asia Tag Team Championship avec Black Tiger VII[7]
  - 1 fois AJPW World Junior Heavyweight Championship
- Frontier Martial Arts Wrestling
  - FMW Independent World Junior Heavyweight Championship (2 fois)
- Independent Wrestling World 
  - IWW Junior Heavyweight Championship (1 fois)
- Kaientai Dojo 
  - FMW/WEW Hardcore Tag Team Championship (1 fois) avec TOMO Michinoku
  - Strongest-K Championship (2 fois)
  - Strongest-K Tag Team Championship (2 fois) avec Handsome Joe
  - UWA/UWF Intercontinental Tag Team Championship (1 fois) avec Ryota Chikuzen
  - Strongest-K Tournament (2007)
- Michinoku Pro Wrestling 
  - Tohoku Junior Heavyweight Championship (1 fois)
- New Japan Pro Wrestling
  - IWGP Junior Heavyweight Tag Team Championship (2 fois) avec Dick Togo (1) et Taichi (1)
- World Entertainment Wrestling 
  - WEW Six Man Tag Team titles (1 fois) avec Gosaku Goshogawara et Tetsuhiro Kuroda
- World Wrestling Federation
  - WWF Light Heavyweight Championship (1 fois)
- Autres titres 
  - UWA World Trios Championship (1 fois) avec Francis Togo et Antonio Honda
- Pro Wrestling NOAH
  - 1 fois GHC Junior Heavyweight Tag Team Championship avec El Desperado

## Récompenses des magazines
- Pro Wrestling Illustrated

| Année | 1997 | 1998 | 1999        | 2000 | 2001 | 2002       | 2003 | 2004 | 2005 | 2006 |
| ----- | ---- | ---- | ----------- | ---- | ---- | ---------- | ---- | ---- | ---- | ---- |
| Rang  | 230  | 22   | 111         | 84   | 101  | Non classé | 174  | 177  | 159  | 125  |
| Année | 2007 | 2008 | 2009 à 2015 | 2016 | 2017 |            |      |      |      |      |
| Rang  | 146  | 321  | Non classé  | 347  | 391  |            |      |      |      |      |

- Tokyo Sports Grand Prix 
  - Best Technical Wrestler (2005)